# François Guizot
François Pierre Guillaume Guizot (Nîmes, 4 de Outubro de 1787 – Saint-Ouen-le-Pin, 12 de Setembro de 1874) foi um historiador, orador e estadista francês. 

## Vida
Guizot foi uma figura dominante na política francesa antes da Revolução de 1848. Um liberal moderado que se opôs à tentativa do rei Carlos X de usurpar o poder legislativo, trabalhou para sustentar uma monarquia constitucional após a Revolução de julho de 1830.
Ele então serviu ao "rei cidadão" Luís Filipe, como Ministro da Educação de 1832-37, embaixador em Londres, Ministro das Relações Exteriores de 1840-1847 e, finalmente, primeiro-ministro da França de 19 de setembro de 1847 a 23 de fevereiro de 1848. A influência de Guizot foi crítica para expandir a educação pública, que sob seu ministério viu a criação de escolas primárias em todas as comunas francesas. Mas como um líder dos "Doutrinários", empenhado em apoiar as políticas de Luís Filipe e as limitações à expansão futura da franquia política, ele ganhou o ódio de liberais e republicanos mais esquerdistas por meio de seu apoio inabalável para restringir o sufrágio aos proprietários, aconselhando aqueles que queriam o voto para "enriqueça-se" (richissez-vous) através do trabalho árduo e da economia.
Como primeiro-ministro, foi a proibição de Guizot às reuniões políticas (chamadas de campagne des banquets ou Banquetes de Paris, realizadas por liberais moderados) de uma oposição cada vez mais vigorosa em janeiro de 1848 que catalisou a revolução que derrubou Luís Filipe em fevereiro e viu o estabelecimento da Segunda República Francesa.

## Publicações
- Dictionnaire des synonymes de la langue française, 1809.
- De l’état des beaux-arts en France, 1810.
- Annales de l’éducation, 1811–1815, 6 vol.
- Vie des poètes français du siècle de Louis XIV, 1813.
- Quelques idées sur la liberté de la presse, 1814.
- Du gouvernement représentatif de l’état actuel de la France, 1816.
- Essai sur l’état actuel de l’instruction publique en France, 1817.
- Du gouvernement de la France depuis la Restauration. Des conspirations et de la justice politique, 1820.
- Des moyens de gouvernement et d’opposition dans l’état actuel de la France. Du gouvernement de la France et du ministère actuel. Histoire du gouvernement représentatif en Europe, 1821, 2 vol.
- De la souveraineté, 1822.
- De la peine de mort en matière politique, 1822.
- Essai sur l’histoire de France du Ve s. au Xe s., 1823.
- Histoire de Charles Ier, 1827, 2 vol.
- Histoire générale de la civilisation en Europe, 1828. 2e édition Langlet et Cie, 1838.
- Histoire de la civilisation en France, 1830, 4 vol.
- Le presbytère au bord de la mer, 1831.
- Rome et ses papes, 1832.
- Le ministère de la réforme et le parlement réformé, 1833.
- Essais sur l’histoire de France, 1836.
- Monk, étude historique, 1837.
- De la religion dans les sociétés modernes, 1838.
- Vie, correspondance et écrits de Washington, 1839–1840.
- Washington, 1841.
- Madame de Rumfort, 1842.
- Des conspirations et de la justice politiques, 1845.
- Des moyens de gouvernement et d’opposition dans l’état actuel de la France, 1846.
- Histoire de la révolution d'Angleterre depuis l'avènement de Charles Ier jusqu'à sa mort, 1846.
- M. Guizot et ses amis. De la démocratie en France, 1849.
- Pourquoi la révolution d’Angleterre a-t-elle réussi ? Discours sur l’histoire de la révolution d’Angleterre, 1850.
- Études biographiques sur la révolution d’Angleterre. Études sur les beaux-arts en général, 1851.
- Shakespeare et son temps. Corneille et son temps, 1852.
- Abélard et Héloïse, 1853.
- Édouard III et les bourgeois de Calais, 1854.
- Histoire de la république d’Angleterre, 1855, 2 vol., Sir Robert Peel.
- Histoire du protectorat de Cromwell et du rétablissement des Stuarts, 1856, 2 vol.
- Mémoires pour servir à l’histoire de mon temps, 1858–1867, 8 vol.
- L’Amour dans le mariage, 1860.
- L’Église et la société chrétienne en 1861, Discours académique, 1861.
- Un projet de mariage royal, 1862.
- Histoire parlementaire de France, recueil de discours, , 1863, 5 vol. Trois générations.
- Méditations sur l’essence de la religion chrétienne, 1864.
- Guillaume le Conquérant, 1865.
- Méditations sur l’état actuel de la religion chrétienne, 1866.
- La France et la Prusse responsables devant l’Europe, 1868.
- Méditations sur la religion chrétienne dans ses rapports avec l’état actuel des sociétés et des esprits. Mélanges biographiques et littéraires, 1868.
- Mélanges politiques et historiques, 1869.
- L’histoire de France depuis les temps les plus reculés jusqu’en 1789, racontée à mes petits enfants. 1870–1875, 5 vol.
- Le duc de Broglie, 1872.
- Les vies de quatre grands chrétiens français, 1873.